# 林恩 (阿肯色州)
林恩（英語：Lynn）是一個位於美國阿肯色州勞倫斯縣的城鎮。

## 地理
林恩的座標為36°00′24″N 91°15′08″W / 36.00667°N 91.25222°W，而該地的平均海拔高度為109米（即358英尺）。

## 人口
根據2020年美國人口普查的數據，林恩的面積為5.99平方千米，皆為陸地。當地共有人口258人，而人口密度為每平方千米43人。